# Morton Everel Post

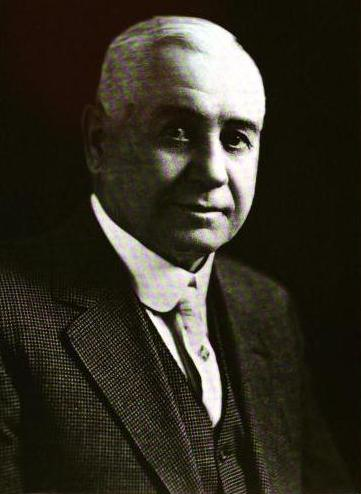
Morton Everel Post

Morton Everel Post (* 25. Dezember 1840 bei Rochester, New York; † 19. März 1933 in Alhambra, Kalifornien) war ein US-amerikanischer Politiker. Zwischen 1881 und 1885 vertrat er als Delegierter das Wyoming-Territorium im US-Repräsentantenhaus.

## Frühe Jahre und politischer Aufstieg
Morton Post besuchte die öffentlichen Schulen seiner Heimat. Im Jahr 1860 zog er nach Denver. Dort stieg er in das Frachtgeschäft ein. Er transportierte Waren zwischen dem Missouri River und der Stadt Denver. Im Jahr 1864 erwarb er im Montana-Territorium eine ergiebige Goldmine, die ihm bald einen beträchtlichen Reichtum eintrug. Später verkaufte er die Mine wieder gewinnbringend.
Post wurde Mitglied der Demokratischen Partei, deren Democratic National Convention er im Jahr 1864 als Delegierter besuchte. Im Jahr 1867 zog Morton Post ins spätere Wyoming. Dort war er zwischen 1870 und 1876 Mitglied der Verwaltungskommission (County Commissioner) im Laramie County. In seiner neuen Heimat eröffnete Post auch den ersten Gemischtwarenladen. Außerdem stieg er sowohl in das Bankwesen als auch in die Viehzucht ein. Von 1878 bis 1880 war Post Mitglied in der territorialen Legislative des Wyoming-Territoriums.

## Post im US-Kongress
Bei den Kongresswahlen des Jahres 1880 wurde Morton Post als Nachfolger von Stephen Wheeler Downey ins US-Repräsentantenhaus gewählt. Zwischen dem 4. März 1881 und dem 3. März 1885 konnte er zwei Legislaturperioden im Kongress absolvieren. Da Wyoming zu diesem Zeitpunkt allerdings noch kein Bundesstaat der Vereinigten Staaten war, hatte Post kein Stimmrecht im Kongress. Im Jahr 1884 verzichtete er auf eine erneute Kandidatur.

## Weiterer Lebenslauf
Nach dem Ende seiner Dienstzeit in Washington war Post wieder als Bankier und Viehzüchter tätig. Während einer Wirtschaftskrise im Jahr 1888 verlor er einen großen Teil seines Vermögens. Im Jahr 1890 zog er nach Utah und 1895 nach Kalifornien. Zu Beginn des 20. Jahrhunderts war er in der Gegend um Alhambra im Obst- und Weinanbau involviert. Damals stieg er auch in das Immobiliengeschäft ein. Die dadurch erzielten Gewinne glichen seine in der Krise von 1888 erlittenen Verluste weitgehend wieder aus und er wurde wieder ein reicher Mann. Im Jahr 1916 zog er sich in den Ruhestand zurück. Danach wohnte er zunächst in Los Angeles und dann in Alhambra, wo er 1933 verstarb.